# D. Boon and Friends
D. Boon and Friends é uma coletânea de jam sessions e de gravações ao vivo, estrelando D. Boon, o guitarrista e vocalista do Minutemen. Este álbum é o lançamento inicial da Box-O-Plenty Records, uma gravadora sediada em Hermosa Beach, na Califórnia, e fundada por Richard Derrick, um velho amigo de D. Boon.
A maioria das faixas é de jam sessions (formadas apenas por guitarra, baixo e teclado), feitas por D. Boon, Derrick e Crane, que, anteriormente, fez o backing vocals nos álbuns "Buzz or Howl Under the Influence of Heat" e Project: Mersh, ambos do Minutemen.
Neste álbum podem também ser ouvidas algumas músicas que D. Boon gravou com três percussionistas, conhecidos pelo nome de "Hammerdown", uma raríssima apresentação acústica de D. Boon, a fita de um show que o Minutemen fez com Derrick na bateria (pois o baterista George Hurley estava impossibilitado de comparecer ao show), e uma gravação experimental que D. Boon gravou (utilizando três diferentes guitarras em uma mesma música).
O desenho na capa deste álbum foi feito em um cartão de natal que D. Boon enviou amigavelmente a Richard Derrick, em 1984.
Mike Watt, como tutor de todo legado do Minutemen, deu a sua bênção ao álbum, como um grande amigo de D. Boon. Mike Watt, Derrick Bostrom (o antigo baterista do Meat Puppets), Crane e Richard Derrick escreveram notas para este álbum.

## Faixas
1. "Everyone Was There" (Boon/Crane/Derrick)
2. "Fifth Gear" (Boon/Crane/Derrick)
3. "Deadline" (Boon/Crane/Derrick)
4. "The Waiting Stage" (Derrick)
5. "Indecision" (Boon/Derrick)
6. "Theme From Empty Box" (Brian Wells)
7. "The Long Road Home" (Boon/Derrick)
8. "Take You There" (Boon/Crane/Derrick)
9. "Freedom Forever" (Boon)
10. "Jam #6" (Boon/Crane/Derrick)
11. "Binky's Round"-Up (Boon/Crane/Derrick)
12. "Too Much Fun" (Boon/Crane/Derrick)
13. "All Over The Place" (Boon/Crane/Derrick)
14. "The Viking Song" (Boon/Crane/Derrick)
15. "Just Around The Corner" (Boon/Crane/Derrick)
16. "As Long As" (Parte 1 & 2) (Boon/Crane/Derrick)
17. "Hammerdown I" (Boon/Holzman/Tambourvich/Vandenberg)
18. "This Land Is Your Land" (Woody Guthrie)
19. "Hammerdown II" (Boon/Holzman/Tambourvich/Vandenberg)
20. "Our New Industrial Direction" (Boon/Crane/Derrick)
21. "That's All There Is" (Boon/Crane/Derrick)
22. "My Part" (Boon)
23. "Don't Look Now" (John Fogerty)
24. "Plight" (Boon/Watt)
25. "Corona" (Boon)
26. "But First..." (Boon/Watt/Derrick)
27. "I Felt Like A Gringo" (Watt)
28. "God Bows To Math" (Watt)
29. "Themselves" (Watt)
30. "Self"-Referenced (Watt)
31. "#1 Hit Song" (Boon/Hurley)
32. "History Lesson" - Part II (Watt)
33. "Many as One" (Boon)

## Músicos
- Nas músicas 1-3, 8, 10-16, 20-21:
  - D. Boon - Guitarra, teclado, vocal
  - Crane - Baixo, vocal, teclado
  - Richard Derrick - Bateria, teclado, baixo, violão
- Nas músicas 4-7:
  - D. Boon - Baixo
  - Richard Derrick - Violão
- Na música 9:
  - D. Boon - Guitarra solo
- Nas músicas 17-19:
  - D. Boon - Guitarra, vocals
  - Rob Holzman - Percussão
  - Martin Tamburovich - Percussão
  - Dirk Vandenberg - Percussão
- Nas músicas 22-25:
  - D. Boon - Violão, vocal
- Nas músicas 26-32:
  - The Minutemen, com participação especial de Richard Derrick (substituindo o baterista George Hurley)
- Na música 33:
  - D. Boon: Todas as guitarras

## Os Detalhes da Gravação
- As músicas 1-16, 20-21 foram gravadas entre novembro de 1984 e junho de 1985.
- As músicas 17-19 foram gravadas ao vivo no "The Music Machine", em Los Angeles, Califórnia, no dia 5 de abril de 1984.
- As músicas 22-25 foram gravadas ao vivo no "The Lhasa Club", em West Hollywood, Califórnia, no dia 27 de junho de 1984.
- As músicas 26-32 foram gravadas ao vivo na "Universidade da Califórnia", Los Angeles, Califórnia, no dia 30 de janeiro de 1985.
- A música 33 foi gravada na casa de D. Boon e Richard Derrick, em maio de 1985 (a edição e mixagem ocorreu em outubro de 2002).

Todas as músicas foram gravadas em Fita cassete, usando microfones boombox, exceto nas faixas 3, 8 e 15.

## Outros créditos
- Richard Derrick - Edição e mixagem
- Mike Watt - Assistência, notas no encarte
- Crane - Assistência, notas no encarte
- Derrick Bostrom - Notas no encarte
- David Guererro - Pós-produção
- Kevin Keller - Pós-produção
- Paul Sanolan - Pós-produção
- Joe Steiner - Masterização
- D. Boon - Arte da capa (de um cartão de Natal de 1984, dado a Richard Derrick)
- Nanette Roeland - Design e layout
- Dirk Vandenberg - Fotografia
- Agradecimento especial para: Dennes e Patricia Boon, a família Derrick e Sanchez, Mike Watt, George Hurley, Harvey Kubernik, Derrick Bostrom, Leland Jessop, Chris Benson, Tom Pachal, Stew, Juliana Roeland, Bruce Siart, Tod Van Valkenburgh, Jim Mills, e Cleo.